# Roman Brichcín
Roman Brichcín (* 28. říjen 1958, Plzeň) je český malíř.

## Život
V letech 1976–1978 privátně studoval kresbu a malbu u Jiřího Zemana a akademické malířky Dany Puchnarové. Následně absolvoval v letech 1980–1985 katedru výtvarné výchovy na Pedagogické fakultě v Plzni.
První samostatnou výstavu měl v roce 1988 v pražském Junior klubu Na Chmelnici. V roce 1996 se stal laureátem ceny Junge Kunst udělované v Pasově. Jeho díla jsou součástí stálých sbírek Národní galerie v Praze, Alšovy jihočeské galerie a dalších českých regionálních galerií.
Spolu s manželkou, výtvarnou umělkyní Dagmar Brichcínovou žijí v Českých Budějovicích. Pracují v ateliéru v Hluboké nad Vltavou.

## Dílo
Těžištěm Brichcínovy výtvarné tvorby je figurální kresba a malba. Výrazově je jsou jeho obrazy expresivní, motivicky se často vztahují ke křesťanské víře a biblickým příběhům. Brichcín je rovněž autorem několika realizací v architektuře a ve veřejném prostoru, např. památníku na místě nacisty zbořené synanogy v Českých Budějovicích (1992) či vitráže pro kapli Navštívení Panny Marie v Plzni (2016).

## Díla
Mezi nejvýznamnější díla Romana Brichcín patří malby
- "Zimní krajina II", olej na plátně, 38 x 61 cm
- "Černá, královna barev", kombinovaná technika na sololitu, 125 x 90 cm
- "San Francesco", olej na plátně, 130 cm x 180 cm
- "V benátském kostele", olej na plátně, 120 cm x 100 cm

## Samostatné výstavy (výběr)
- 1988 Junior klub Na Chmenici, Praha
- 1991 Galerie Esprit, Plzeň
- 1992, Galerie Mladých, Praha (spolu s Michalem Škodou)
- 1993 Galerie Alternative, Montreux – Vevey, Švýcarsko (spolu s Dagmar Brichcínovou)
- 1994 Nová síň, Praha
- 1996 St. Anna Kapelle, Pasov, Německo (spolu s Konradem Schmidtem a Maxem Holzapfelem)
- 1997 Galerie Franze Kafky, Praha
- 1998 Wortnerův dům, Alšova Jihočeská galerie, České Budějovice
- 2001 Galerie U Dobrého pastýře, Brno
- 2003 Galerie města Plzně, Plzeň (spolu s Dagmar Brichcínovou a Evou Prokopcovou)
- 2006  Lehrer Beutel, Řezno, Německo
- 2006 Galerie DOXA, Český Krumlov
- 2008 Galerie Art, Praha
- 2010, 2012, 2015, 2019 Galerie Art, Praha
- 2011 Galerie Magna, Ostrava [5]
- 2017 Galerie Crears, Rožnov pod Radhoštěm
- 2020 Kresby. Galerie současného umění a architektury – Dům umění, České Budějovice [6]

## Zastoupení ve stálých sbírkách
- Národní galerie v Praze
- Alšova jihočeská galerie
- Galerie Klatovy / Klenová
- Městské muzeum Krumlov
- Většina českých regionálních galerií
- Sparkasse Passau, Německo
- Sammlung Kunst- und Gewerbeverein Regensburg, Německo
- Soukromé sbírky v Čechách a na Slovensku